# جان دوبوي (لاعب اتحاد الرغبي)
جان دوبوي (بالفرنسية: Jean Dupuy)‏ هو لاعب اتحاد الرغبي فرنسي، ولد في 25 مايو 1934 في Vic-en-Bigorre ‏ في فرنسا، وتوفي بنفس المكان في 27 أكتوبر 2010.

## وصلات خارجية
- جيان دوبوي عل موقع إسبنسكروم (الإنجليزية)